# 초설
"초설"(初雪)은 한국에서 제작된 김기영 감독의 1958년 영화이다. 김지미 등이 주연으로 출연하였고 박원석 등이 제작에 참여하였다.

## 출연

### 주연
- 김지미
- 김승호
- 박암
- 최삼

### 조연
- 안성기

## 기타
- 조명: 고해진
- 녹음: 이경순
- 미술: 박석인